# Tre'Shaun Fletcher
Tre'Shaun Javon Fletcher (Wilmar, Arkansas, 5 de octubre de 1994) es un exbaloncestista estadounidense que disputó tres temporadas como profesional. Con 2,01 metros de estatura, jugaba en la posición de escolta o alero.

## Trayectoria deportiva

### Universidad
Jugó tres temporadas con los Buffaloes de la Universidad de Colorado, en las que promedió 5,5 puntos y 2,3 rebotes por partido. Al término de su temporada júnior pidió ser transferido a los Rockets de la Universidad de Toledo, donde tras cumplir el año en blanco que impone la NCAA, jugó una última temporada en la que promedió 18,1 puntos, 4,0 rebotes y 4,3 asistencias por partido, siendo elegido Jugador del Año de la Mid-American Conference e incluido en el mejor quinteeto de la conferencia.

### Profesional
Tras no ser elegido en el Draft de la NBA de 2018, no fue hasta diciembre cuando consiguió fichar por los Salt Lake City Stars de la G League.
En verano de 2020, firma por el Fortitudo Bologna de la Lega Basket Serie A italiana, por una temporada.
El 29 de diciembre de 2020, decide por mutuo acuerdo desvincularse de las filas del Fortitudo Bologna. Ese mismo día firmó con el Pistoia Basket 2000 de la Serie A2..
El 18 de septiembre de 2021, firma por el Limburg United de la Pro Basketball League, el primer nivel del baloncesto belga.